# Municipio de Roseville (Illinois)
El municipio de Roseville (en inglés: Roseville Township) es un municipio ubicado en el condado de Warren en el estado estadounidense de Illinois. En el año 2010 tenía una población de 1213 habitantes y una densidad poblacional de 12,78 personas por km².

## Geografía
El municipio de Roseville se encuentra ubicado en las coordenadas 40°45′39″N 90°36′57″O / 40.76083, -90.61583. Según la Oficina del Censo de los Estados Unidos, el municipio tiene una superficie total de 94.91 km², de la cual 94,91 km² corresponden a tierra firme y (0 %) 0 km² es agua.

## Demografía
Según el censo de 2010, había 1213 personas residiendo en el municipio de Roseville. La densidad de población era de 12,78 hab./km². De los 1213 habitantes, el municipio de Roseville estaba compuesto por el 98,93 % blancos, el 0,08 % eran afroamericanos, el 0,16 % eran amerindios, el 0,41 % eran asiáticos, el 0,08 % eran isleños del Pacífico y el 0,33 % eran de una mezcla de razas. Del total de la población el 0,16 % eran hispanos o latinos de cualquier raza.